# Іно (Коті)
Іно́ (яп. いの町, いのちょう, МФА: [ino t͡ɕoː]?) — містечко в Японії, в повіті Аґава префектури Коті. Розташоване в північній частині префектури. Отримало статус містечка 2004 року. Площа становить 470,71 км². Станом на 1 липня 2012 року населення складало 24 297  осіб, густота населення — 51,6 осіб/км².   

## Демографія
Згідно з даними перепису Японії, населення Іно зменшується з початку 00-х. Станом на 1 жовтня 2020 року населення складало 21 374 осіб, з яких чоловіків — 10 179 осіб, жінок — 11 195 осіб. Густота населення — 45,38 осіб/км².

## Галерея

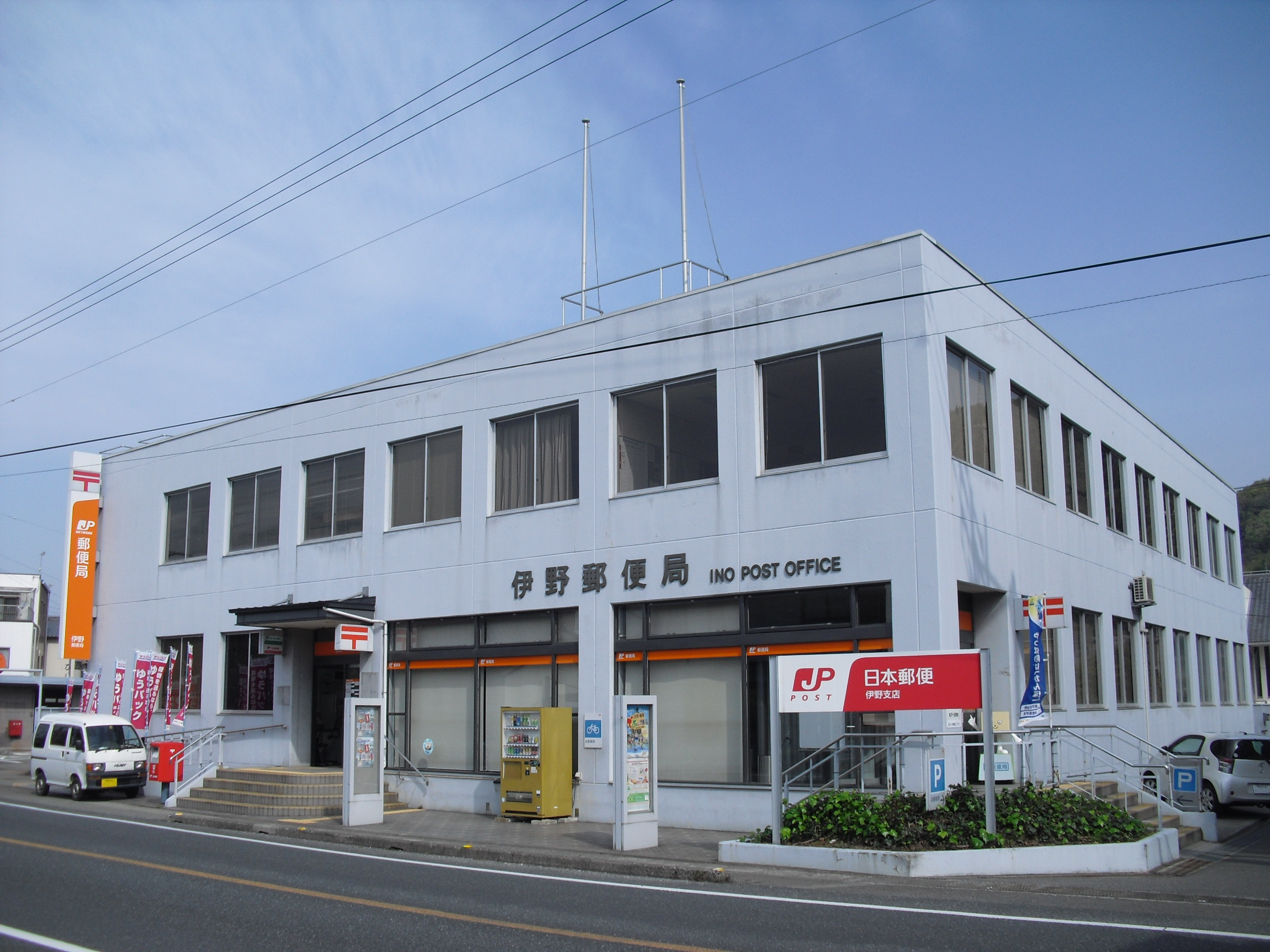
Пошта в Іно
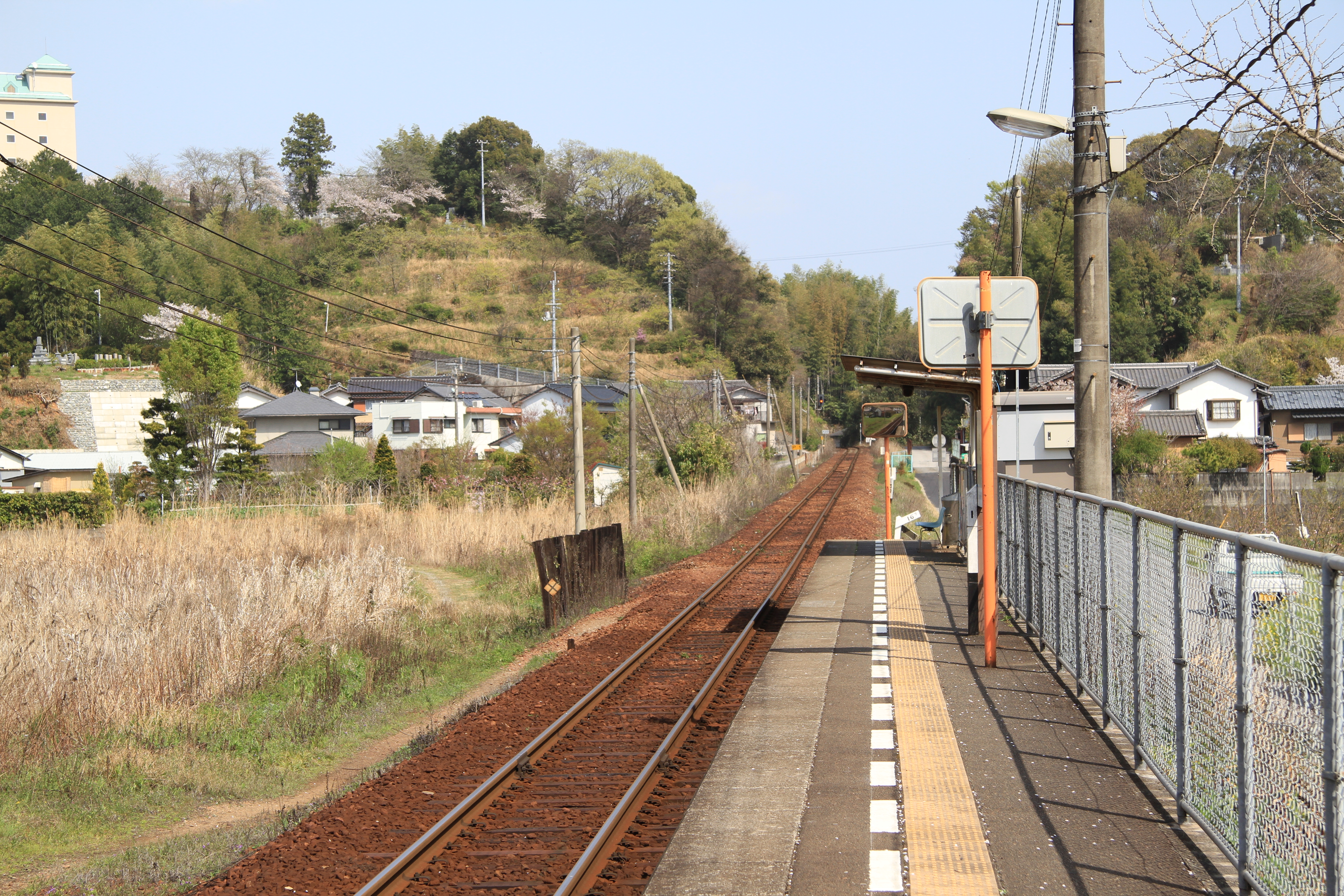
Платформв залізничної станції в Іно
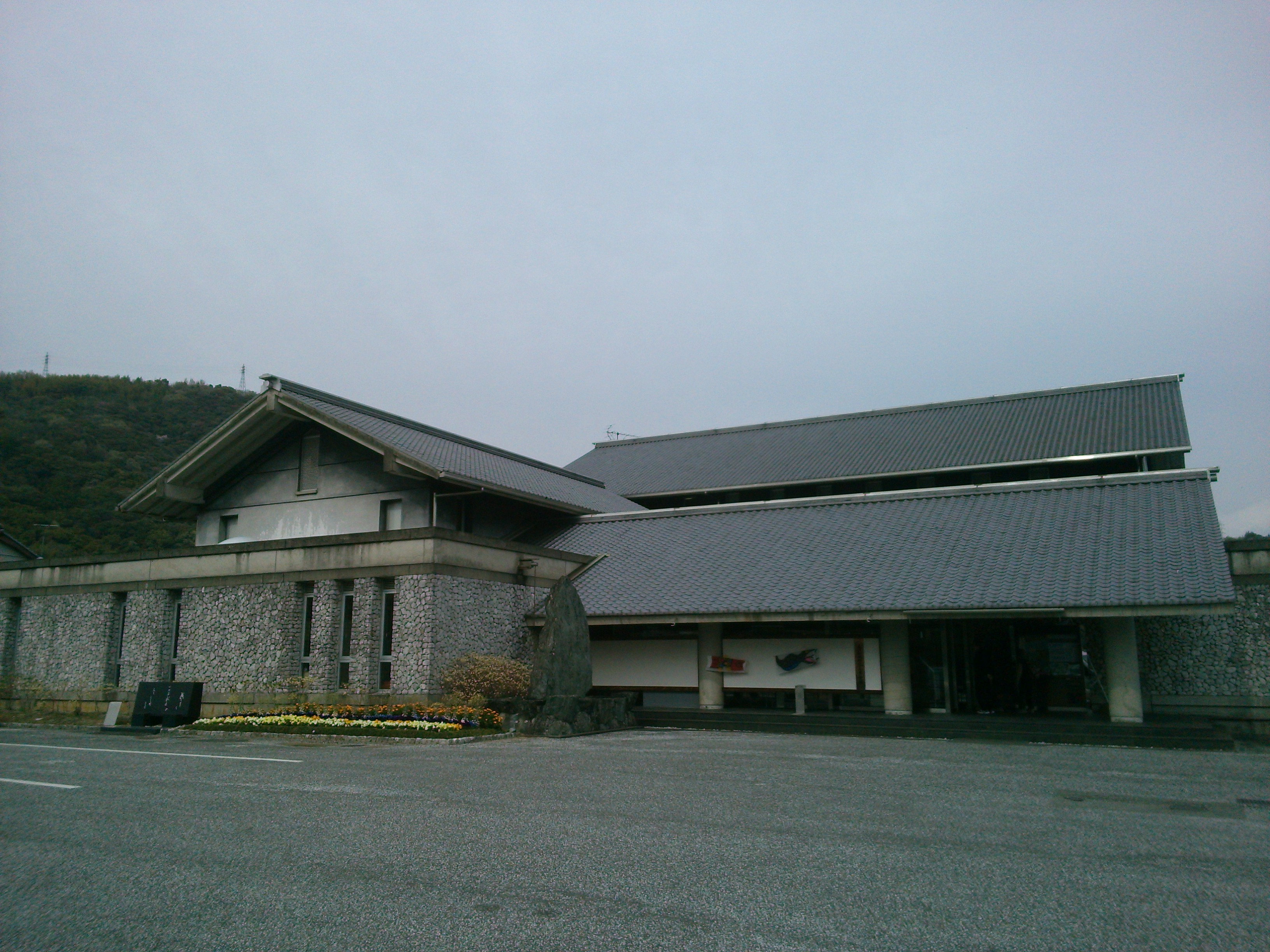
Музей японського паперу в Іно